# Grünsfeld
Grünsfeld è un comune tedesco di 3 759 abitanti,, situato nel land del Baden-Württemberg.